# Államok vezetőinek listája 31-ben
Ezen az oldalon az i. sz. 31-ben fennálló államok vezetőinek névsora olvasható földrészek, majd országok szerinti bontásban. 

## Európa
- Boszporoszi Királyság
  - Király: Aszpurgosz (i. e. 8–38)

- Britannia
  - Catuvellaunusok
    - Király: Cunobelinus (9–40)

  - Atrebasok
    - Király: Verica (15–43)

- Dák Királyság
  - Király: Scorilo – (30–70)

- Odrüsz Királyság
  - Király: II. Rhoimetalkész (19–38)

- Római Birodalom
  - Császár: Tiberius (14–37) 
    - Consul: Tiberius császár
    - Consul: Lucius Aelius Seianus
    - Consul suffectus: Faustus Cornelius Sulla
    - Consul suffectus: Sextinius Tedius Valerius Catullus
    - Consul suffectus: Publius Memmius Regulus
    - Consul suffectus: Lucius Fulcinius Trio

  - Pannonia provincia
    - Legatus: Lucius Munatius Plancus (17–35)

  - Moesia, Achaea és Macedonia provinciák
    - Legatus: Caius Poppaeus Sabinus (10–35)

## Ázsia
- Anuradhapura
  - Király: Kanirádzsanu Tissza (30–33)

- Armenia
  - Király: III. Artaxiasz (18–34)

- Atropaténé
  - Király: Vonónész (12-51)

- Elümaisz
  - Király: I. Oródész (25-50)

- Hsziungnuk
  - Sanjü: Jü (18-46)

- Ibériai Királyság
  - Király: I. Pharaszmanész (1–58)

- India
  - Indo-pártus Királyság
    - Király: Gondopharész (20–50)

  - Indo-szkíta Királyság
    - Király: Aszpavarma (15–45)

- Japán
  - Császár: Szuinin (i. e. 29–70)

- Kína (Han-dinasztia)
  - Császár: Han Kuang Vu-ti (25–57)

- Korea
  - Pekcse
    - Király: Taru (29–77)

  - Kogurjo
    - Király: Temusin (18–44)

  - Silla
    - Király: Juri (24–57)

- Kusán Birodalom
  - Király: Kudzsula Kadphiszész (30-80)

- Nabateus Királyság
  - Király: IV. Aretasz Philopatrisz (i. e. 9–40)

- Oszroéné
  - Király: V. Abgar (13-50)

- Pártus Birodalom
  - Nagykirály: II. Artabanosz (12–38)

- Pontoszi Királyság
  - Királynő: Antonia Tryphaena (22–38)

- Római Birodalom
  - Iudaea provincia
  - Praefectus: Quintus Pontius Pilatus (26–36)
  - Galilea és Perea tetrarkhésze: Heródes Antipász (i. e. 4–39)
  - Batanaea tetrarkhésze: Heródes Boethus (i. e. 4–34)
  - Ituraea és Trachonitis tetrarkhésze: Heródes Philipposz (i. e. 4–34)
  - A szanhedrin vezetője: I. Gamáliel (9–50)
  - Főpap: József Kajafás (18-36)
  - Syria provincia
    - Praefectus: Pacuvius (21–32)

## Afrika
- Mauretániai Királyság
  - Király: Ptolemaiosz (23–40)
- Római Birodalom
  - Aegyptus provincia
    - Praefectus: Caius Galerius (16–31)
    - Praefectus: Caius Vitrasius Pollio (31/32)
- Kusita Királyság
  - Kusita uralkodók listája

## Fordítás
Ez a szócikk részben vagy egészben  a   Liste der Staatsoberhäupter 31 című német Wikipédia-szócikk ezen változatának fordításán alapul.  Az eredeti cikk szerkesztőit annak laptörténete sorolja fel. Ez a jelzés csupán a megfogalmazás eredetét és a szerzői jogokat jelzi, nem szolgál a cikkben szereplő információk forrásmegjelöléseként.